# چبیکس، نوی
چبیکس، نوی (به لاتین: Trzebicz Nowy) یک سکونتگاه مسکونی در لهستان است که در Gmina Drezdenko واقع شده‌است.